# Maja Hendrickx
Maja Hendrickx (11 augustus 1978) is een Vlaamse actrice. Ze speelt vooral gastrollen in Vlaamse reeksen.

## Rollen
- 2 Straten verder (2000)
- Spoed (2003)
- Thuis (2005)
- F.C. De Kampioenen (2003-2011) Agnes, secretaresse van de burgemeester
- Flikken (2003)